# (16501) 1990 SX13
(16501) 1990 SX13 là một tiểu hành tinh vành đai chính. Nó được phát hiện bởi Henri Debehogne ở Đài thiên văn La Silla ở Chile ngày 23 tháng 9 năm 1990.